# Неотения
Неотени́я (др.-греч. νέος — юный, τείνειν — растягивать) — явление, наблюдаемое у некоторых членистоногих, червей, земноводных, а также у многих растений, при котором достижение половозрелости и окончание онтогенеза происходит на ранних стадиях развития, например, на личиночной стадии. При этом особь может достигать взрослой стадии или не достигать её.

## Примеры неотении
Типичный пример неотении представляют собой аксолотли, неотенические личинки хвостатых земноводных рода амбистом (Ambystoma), которые из-за наследственно обусловленного недостатка гормона тиреоидина остаются на личиночной стадии. Аксолотли по размерам не уступают взрослым особям. Иногда происходит метаморфоз аксолотлей — при постепенном изменении условий существования (пересыхание водоёма) или при гормональной инъекции.
Неотения представляет собой важный с точки зрения эволюции процесс, так как при ней происходит утрата жёсткой специализации, в большей степени характерной для конечных стадий развития, чем для личиночных.
В 1991 году учёные отнесли голых землекопов, относящихся к классу млекопитающих, к неотеническим животным. Голые землекопы являются привлекательным объектом для изучения механизмов старения живого организма.
Неотения характерна и для человека. К примеру, форма нашего черепа и вся анатомия тела мало меняется по мере роста организма. Часть задач, приближающих человека к явлению неотении, можно решить при помощи веществ, замедляющих старение отдельных компонентов организма. Отнесение неотении к причинам долголетия часто осложняется мозаичностью появления признаков в онтогенезе неотенического существа. Это связано с тем, что эволюция вида может определяться не только, например, замедлением онтогенеза, но и какими-то совсем другими факторами, требующими не замедления, а наоборот, ускорения индивидуального развития.
В широком смысле под неотенией (ювенилизацией) также понимается проявление у взрослых особей черт, в иных условиях (ранее у того же вида, у родственных видов, в других популяциях) свойственных детским особям. Например, человек (Homo sapiens) отличается от человекообразных обезьян структурой волосяного покрова (области оволосения у человека совпадают с таковыми у плода человекообразных обезьян), а также поздним окостенением (в том числе и черепа). Неполное окостенение — ювенильная характеристика. Позднее окостенение черепа не препятствует росту мозга.
Кроме того, есть гипотеза, что макроэволюция группы хордовых связана с неотенией. Представители подтипа бесчерепных (Acrania) сходны по организации с личинками представителей подтипа оболочников (Tunicata). Возможно, бесчерепные произошли от предков, сходных с оболочниками, в результате неотении. Бесчерепные — более примитивная группа по сравнению с третьей группой хордовых — позвоночными (Vertebrata).
Переход у растений ряда групп от древовидных форм к травянистым (ярусная неотения), то есть выпадение конечных стадий развития, тоже называется неотенией и вызывает увеличение эволюционной пластичности. Примером неотении считается также упрощение гаметофита в ряду папоротникообразные — семенные растения, а также редукция спорофита у мохообразных при сохранении в обоих случаях репродуктивных функций.